# ナバロンの要塞 (映画)
『ナバロンの要塞』は、1961年のイギリス・アメリカ合作のアクション・アドベンチャー・戦争映画]。アリステア・マクリーンが1957年に発表した同名の小説を原作とする。カール・フォアマンの脚本をJ・リー・トンプソンが監督、フォアマンはプロデューサーも務めた。エーゲ海で連合軍の艦船を脅かす、難攻不落と思われたドイツの要塞を連合軍の特殊部隊が破壊しようとする。
1962年の第34回アカデミー賞の特殊効果賞、および第19回ゴールデングローブ賞の作品賞（ドラマ部門）を受賞した。同時に、音楽担当のディミトリー・ティオムキンは本作品において同ゴールデングローブ賞の音楽賞を受賞した。また本作はイーストマン・カラー、シネマスコープ作品として撮影された。
1978年に本作の続編として『ナバロンの嵐』が製作・公開された。
なお、原作の舞台となるケロス島もナヴァロン島も架空の島であり、第二次大戦中のエーゲ海での実戦（ドデカネス諸島戦役の項参照）に想を得たものである。

## 概要

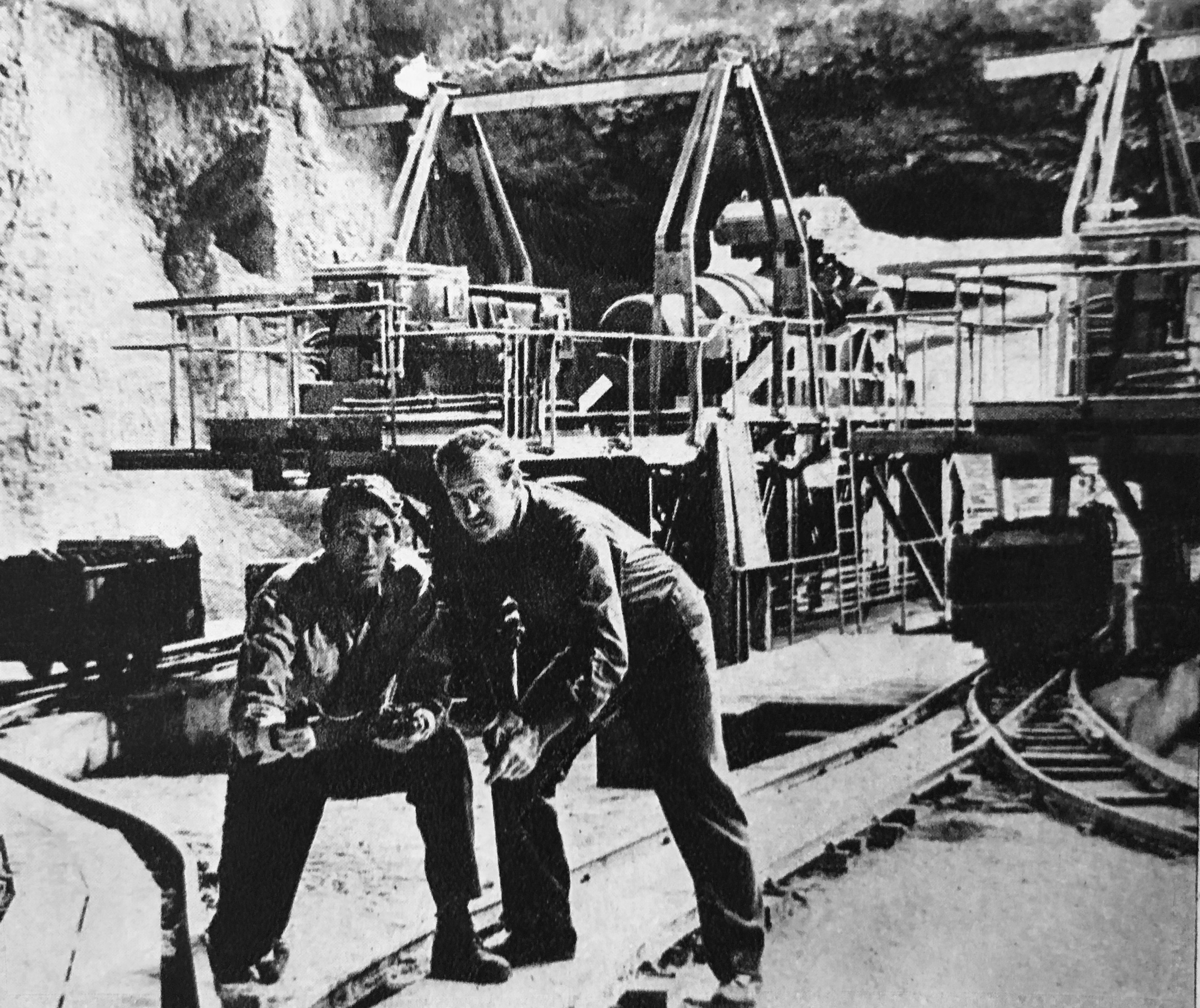
ナバロン島の要塞砲

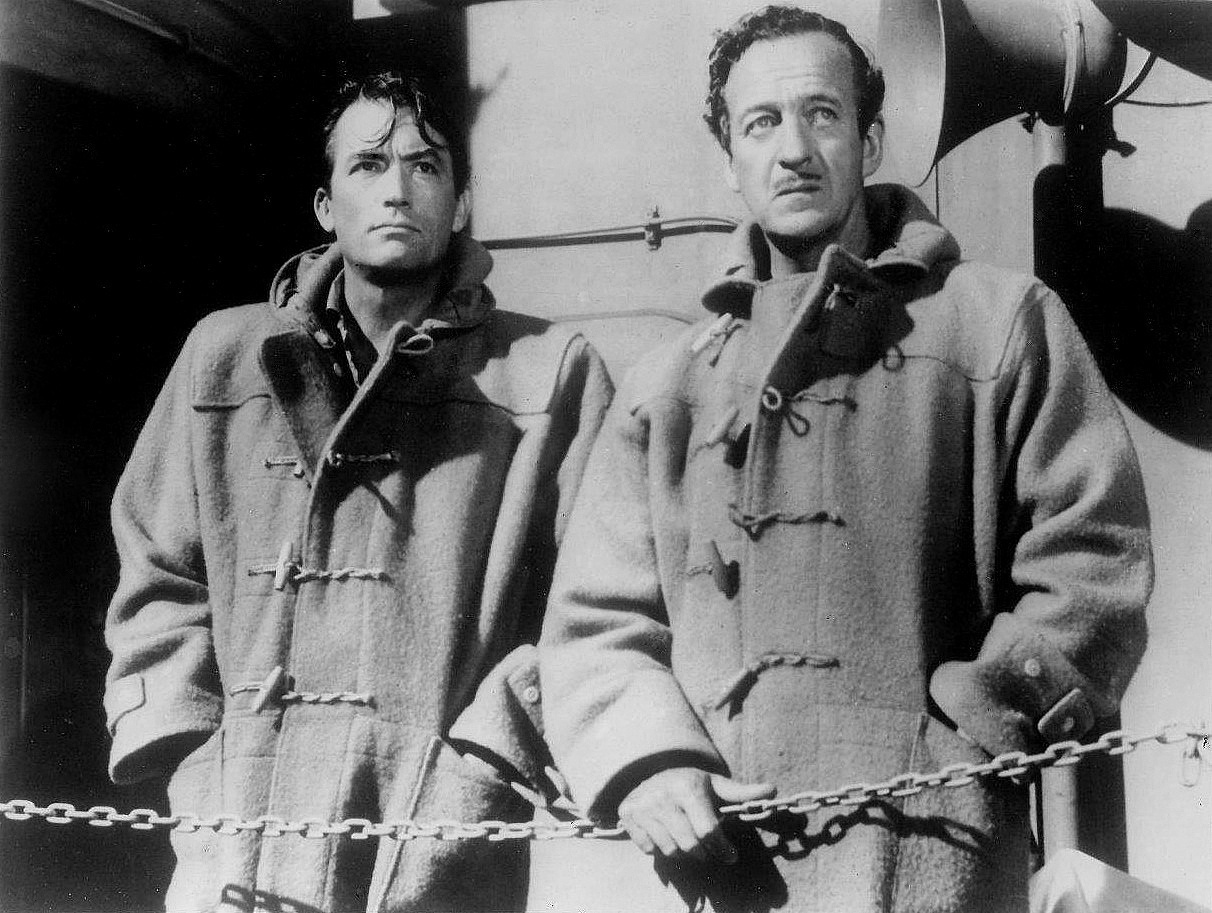
グレゴリー・ペック、デヴィッド・ニーヴン

撮影にあたっては、ギリシャ政府、現地のギリシャ人、およびギリシャ軍（陸・海・空軍）と、イギリス軍の全面協力があった。冒頭のクレジットでその旨と、撮影に協力したギリシャ人に向けてのメッセージがある。
赤狩りでイギリスに亡命した製作兼脚色のカール・フォアマンは『戦場にかける橋』の勢いでハリウッド復帰を目指し豪華キャストで臨んだがキース・マロリー大尉はケーリー・グラントとウィリアム・ホールデンに辞退されてグレゴリー・ペックに承諾され、ミラー伍長もディーン・マーティンからデヴィッド・ニーヴンに変更された経緯がある。
戦争映画ではあるが、戦闘シーン自体はあまりなく、アクション・冒険映画の要素が多分に入っている。また人間ドラマとして「戦争と人間」というテーマにも挑戦している。
嵐のシーンは、巨大プールの中に船を作り込み油圧で動かしつつ、潜水夫をスタンバイさせ水流を吹き付けるという手法が取られた。
戦車・半装軌車類は、ギリシャ軍のものにドイツ軍風のマークと数字を書き入れただけであり、ナチス風に見せようという程度のものだが、ギリシャ軍・イギリス軍全面協力だけあって、航空機（飛行艇や偵察機）、艦船など、質より量で圧倒している。

## あらすじ
「ギリシャ、エーゲ海の島々は、数々の伝説の舞台となってきた」
第二次世界大戦中、1943年。イギリス軍の将兵2,000名が、ギリシャのケロス島で孤立した。軍事的にはさほど重要な拠点ではないが、中立を保っていたトルコと目と鼻の先にある島である。ナチス・ドイツはトルコを味方に引き入れるため、精鋭部隊をもって、ケロス島のイギリス軍部隊を全滅させようという示威作戦を立案した。
その情報を1週間前に察知した連合軍は、部隊を撤退させるために駆逐艦6隻をケロス島へ向けるべく、救出作戦を準備する。しかし、隣のナバロン島では、ドイツ軍のレーダー照準式要塞砲2門が海峡を睨んでいた。これを破壊するために、航空爆撃作戦が行われるが、崖の頂上が出っ張っており、砲は洞窟の中に設置されているため、破壊できない。逆に、1日の爆撃作戦で18名も喪失してしまった。まさに難攻不落の要塞である。しかし、ナバロン島の南の崖だけは、400フィート（約122m）のほぼ垂直の絶壁になっていて誰も登れないため、見張りの歩哨がいないとの情報が、地元レジスタンスから寄せられた。
そこでジェンセン准将は、少数の精鋭部隊で要塞に潜入し、直接爆破する作戦を計画する。具体的な立案はフランクリン少佐が行い、彼自身も同行する。フランクリンの盟友で、ギリシャ語とドイツ語ができるマロリー大尉は、天才的な登山家で、誰も登れないと言われていた絶壁を登り、他のメンバーを引き上げるために呼び出された。そのほか、化学の専門家 (教授) で爆薬の天才、北アフリカ戦線でエルヴィン・ロンメルの指揮所を（「隣の孤児院のガラス一枚割らずに」）爆破したが、昇進を断り続けるミラー伍長。ギリシャ軍の将校かつレジスタンス闘士のスタブロウ大佐。スペイン内戦以来の闘士で、機械の専門家で無線連絡を担当するブラウン。父親がナバロン抵抗組織のリーダーで、殺しの達人パパディモス。誰をとってもプロフェッショナルで、一癖も二癖もある人物ばかりである。しかもジェンセン准将は、「作戦は成功しないだろう。失うには惜しい連中だが、成功する望みもあるかもしれない」程度に考えていた。
しかし、ケロス島のイギリス軍将兵と、彼らの救援に向かう駆逐艦の命運は、確実にこれら戦士達の勇気と努力にかかっていた。彼らは途中でパパディモスの姉・マリアたちがいる地元のレジスタンスと合流しながら、要塞の爆破に挑む。ナバロン島で彼らを待ち受けていたのは、ドイツ軍だけではなかった。海路、嵐に見舞われ、食糧など物資を失っただけでなく、フランクリンは絶壁を登る時に滑落し、重傷を負ってしまう。マロリーが代わりに指揮を行うが、危険な目に遭い続け、道中のマンドラコス村ではドイツ軍に捕らえられてしまう。何とかこの最大のピンチを切り抜けた（ここを立ち去る時、フランクリンを負傷兵として残す）彼らだが、判明したのは仲間の裏切りであった。
「このナバロンをめぐる七日間は、現代の伝説となった」

## キャスト
| 役名                       | 俳優                                             | 日本語吹替                        | 日本語吹替                 | 日本語吹替                        | 日本語吹替                                   |
| 役名                       | 俳優                                             | NETテレビ版                       | TBS版                      | テレビ東京版                      | ソフト版                                     |
| -------------------------- | ------------------------------------------------ | --------------------------------- | -------------------------- | --------------------------------- | -------------------------------------------- |
| キース・マロリー大尉       | グレゴリー・ペック                               | 城達也                            | 津嘉山正種                 | 城達也                            | 小川真司                                     |
| ミラー伍長                 | デヴィッド・ニーヴン                             | 中村正                            | 青野武                     | 中村正                            | 佐々木勝彦                                   |
| アンドレア・スタブロウ大佐 | アンソニー・クイン                               | 小林清志                          | 内海賢二                   | 小林清志                          | 柴田秀勝                                     |
| ブラウン一等兵             | スタンリー・ベイカー（英語版）                   | 納谷悟朗                          | 秋元羊介                   | 谷口節                            | 斎藤志郎                                     |
| ロイ・フランクリン少佐     | アンソニー・クエイル                             | 森山周一郎                        | 木下秀雄                   | 小林修                            | 髙橋耕次郎                                   |
| スピロ・パパディモス一等兵 | ジェームズ・ダーレン                             | 仲村秀生                          | 古田信幸                   | 大塚芳忠                          | 藤井啓輔                                     |
| マリア・パパディモス       | イレーネ・パパス                                 | 来宮良子                          | 弥永和子                   | 高畑淳子                          | 野沢由香里                                   |
| アンナ                     | ジア・スカラ（英語版）                           | 池田昌子                          | 吉田理保子                 | 幸田直子                          | 泉裕子                                       |
| ジェンセン准将             | ジェームズ・ロバートソン・ジャスティス（英語版） | 富田耕生                          | 藤本譲                     | 阪脩                              | 稲垣隆史                                     |
| バーンズビー               | リチャード・ハリス                               |                                   | -                          | 吉水慶                            |                                              |
| ゼスラー                   | ジョージ・マイケル（英語版）                     |                                   | 納谷六朗                   | 小川真司                          |                                              |
| ミューゼル                 | ウォルター・ゴテル                               | 小林修                            | 加藤精三                   | 宮田光                            |                                              |
| ナレーション               | ジェームズ・ロバートソン・ジャスティス           | 矢島正明                          |                            |                                   | 小川真司                                     |
| その他                     | N/A                                              | 島宇志夫 大木民夫 青野武 納谷六朗 | 村松康雄 西村知道 小室正幸 | 安田隆 加藤正之 津田英三 水野龍司 | 中村浩太郎 水内清光 宝亀克寿 中博史 石住昭彦 |

- NETテレビ版：1972年10月7日・14日『土曜映画劇場』21:00-22:25[2]
- TBS版：1986年3月10日『月曜ロードショー』21:00-22:54
- テレビ東京版：1988年4月7日『木曜洋画劇場』20:03-22:48
- ソフト版：2008年1月23日発売 デラックス・コレクターズ・エディションDVDに収録

## スタッフ
- 原作 - アリステア・マクリーン
- 脚本 - カール・フォアマン
- 監督 - J・リー・トンプソン
- 撮影 - オズワルド・モリス
- 音楽 - ディミトリ・ティオムキン
- 製作 - カール・フォアマン

### 日本語版
- 日本語字幕：太田国夫

|      | NETテレビ版 | TBS版      | テレビ東京版      | ソフト版 |
| ---- | ----------- | ---------- | ----------------- | -------- |
| 演出 | 小林守夫    | 小山悟     | 小林守夫          |          |
| 翻訳 | 木原たけし  | 木原たけし | 木原たけし        | 税田春介 |
| 効果 | 遠藤堯雄    |            | 遠藤堯雄 桜井俊哉 |          |
| 調整 |             |            |                   |          |
| 制作 | 東北新社    | 東北新社   | 東北新社          |          |
| 解説 | 増田貴光    | 荻昌弘     | 木村奈保子        |          |

## テーマ曲
- 「ナバロンの要塞」ディミトリ・ティオムキン作曲

### 受賞
第34回アカデミー賞
- 受賞
  - 視覚効果賞 - ビル・ウォリントン、ヴィヴィアン・C・グリーンハム
- ノミネート
  - 作品賞 - カール・フォアマン
  - 監督賞 - J・リー・トンプソン
  - 脚色賞 - カール・フォアマン
  - 編集賞 - アラン・オスビストン
  - 衣装デザイン賞 - ジーン・ルイス
  - 作曲賞 - ディミトリ・ティオムキン
  - 録音賞 - ジョン・コックス

第19回ゴールデングローブ賞（1962年）
- 受賞
  - 最優秀作品賞（ドラマ）受賞
  - 音楽賞 - ディミトリ・ティオムキン